# Verkehrspädagogik
Die Verkehrspädagogik ist eine Teildisziplin der Allgemeinen Pädagogik. Sie zählt inhaltlich/thematisch zu den Verkehrswissenschaften und strukturell zu den Angewandten Wissenschaften. Neben der Grundlagenforschung zum menschlichen Verkehren befasst sie sich mit der Umsetzung der Erkenntnisse in angemessenes, sicheres, partnerschaftliches Verhalten im Verkehr. Dazu werden entsprechende Theorien und Vermittlungsstrategien erarbeitet.
Der Verkehrspädagogik kommt die Aufgabe zu, eine zeitgemäße Didaktik des Lehrbereichs und entsprechende Methoden zu entwickeln. Ihre Erkenntnisse münden in die praktische Verkehrserziehung, die in den deutschen, österreichischen und schweizerischen Lehrplänen verankert und in Kindergärten und Schulen vermittelt wird. In diese Aufgabe teilen sich Hochschulen und von den Ministerien eigens geschaffene regionale und überregionale Institute für Verkehrspädagogik sowie Organisationen wie der Deutsche Verkehrssicherheitsrat, das österreichische Kuratorium für Verkehrssicherheit, die Deutsche Verkehrswacht, verschiedene nationale Automobilclubs und Polizeidienststellen vor Ort.

## Geschichte
Die Verkehrspädagogik entwickelte sich aus der Notlage, dem wachsenden Straßenverkehr und den damit zunehmenden Unfällen, vor allem bei Kindern, begegnen zu müssen. Erste Ansätze zeigen sich bereits Anfang des 20. Jahrhunderts, etwa in dem Erlass des preußischen Ministers für geistige Angelegenheiten von 1906, der den Schulen die Sorge für die Sicherheit der Kinder beim Überqueren der Straße übertrug. Dabei ging es vor allem um die Vermittlung von Regelwissen, die Aufklärung über Unfallgefahren und das Anerziehen von Verkehrsdisziplin. Es entstand eine rein praxisbezogene Gefahrenlehre mit dem alleinigen Anspruch, das Unfallgeschehen zu reduzieren und die Kinder und Jugendlichen auf regelkonformes sicheres Verhalten im Verkehr einzustellen. Dieser sogenannte Verkehrsunterricht wurde bereits 1930 als fester Bestandteil in das preußische Erziehungs- und Bildungssystem integriert. Auch auffällig gewordenen erwachsenen Verkehrssündern konnte ein Verkehrsunterricht verordnet werden.
Noch Mitte des Jahrhunderts standen die Unfallprävention und das Engagement für ein möglichst verkehrssicheres Kind im Mittelpunkt der Bemühungen, die vor allem von außerschulischen Einrichtungen (Polizei, Verkehrswachten, Automobilclubs etc.) getragen wurden. Dabei führte man den Kindern im Stil von Wilhelm Busch und Struwwelpeter in eingängiger Versform teils sehr drastische Verkehrsszenarien vor Augen, die über die Angst vor schrecklichen Unfällen die Aufmerksamkeit im Verkehr und das gewissenhafte Regelverhalten befördern sollten.
Erst mit der KMK-Empfehlung vom 7. Juli 1972 gelangte dann der Verkehrsunterricht als flächendeckender, verpflichtender Erziehungsauftrag an die Schulen und Hochschulen. Hiermit setzte eine – zunächst durchaus umstrittene (vgl. Hohenadel 1986) – ‚Pädagogisierung’ der bis dahin pragmatisch orientierten Verkehrslehre ein. Es fand eine didaktisch-methodische Aufarbeitung des neuen Aufgabenbereichs nach den modernen Erkenntnissen der Erziehungswissenschaft, eine fachliche Ausbildung und Fortbildung von Verkehrspädagogen, eine Verankerung in den Lehrplänen, eine Institutionalisierung von Verantwortlichkeiten und eine zunehmende Akzeptanz durch die Schulen statt. In den Ministerien wurden Fachreferate, an den Hochschulen Professuren oder Senatsaufträge, in den Schulen Verkehrsbeauftragte eingesetzt, die den neuen Aufgabenbereich in Theorie und Praxis vertreten und vorantreiben sollten. Aus dem pragmatischen Unfallverhütungsfach entwickelte sich auf diese Weise eine pädagogisch fundierte Verkehrserziehung unter dem Dach der Verkehrspädagogik.
Die alle deutschen Bundesländer betreffende KMK-Empfehlung vom 28. Juli 1994 wies der Lehrerbildung und -fortbildung eine tragende Funktion für einen qualifizierten Unterricht zu: Die Studierenden sollten in der ersten (wissenschaftlichen) wie der zweiten (schulpraktischen) Phase die Möglichkeit zu verkehrspädagogischen Veranstaltungen erhalten, entsprechende Themen behandeln und als Prüfungsgegenstand anbieten dürfen. In der Fortbildungsphase erhielten sogenannte „Institute für Verkehrspädagogik“ den Auftrag, über Multiplikatorenkurse den Kompetenzerhalt der bereits aktiven Lehrer zu sichern und interessierte Lehrer zu Mediatoren auszubilden. Seit der Einrichtung und Förderung der Verkehrspädagogik verzeichnen die Jahrbücher des Statistischen Bundesamts trotz der weiter wachsenden Mobilisierung einen stetigen Rückgang der Unfallzahlen im Straßenverkehr.
Mit der neuesten Fassung der KMK-Empfehlung vom 10.5.2012 wird der klassische Begriff der Verkehrserziehung ausdrücklich beibehalten, aber durch den der Mobilitätserziehung ergänzt. Diese soll gesellschaftlich relevante Aspekte wie Klimaschutz, Ressourcenverbrauch, Verkehrsraumgestaltung, Verkehrsmittelnutzung zusätzlich ins pädagogische Blickfeld rücken. Bei den Hinweisen zur praktischen Umsetzung der Zielsetzungen wird die Notwendigkeit, von den Eigenerfahrungen und dem Erlebnishorizont der zu Erziehenden auszugehen, ausdrücklich hervorgehoben.

## Struktur und Aufgaben
Als Teildisziplin der Allgemeinen Pädagogik zählt die Verkehrspädagogik, ähnlich der Sportpädagogik oder Religionspädagogik, zu den sogenannten Bereichspädagogiken. Sie steht in interdisziplinärem Austausch mit Nachbargebieten wie der Verkehrspsychologie, der Verkehrsmedizin, der Verkehrspolitik, dem Verkehrsrecht oder dem Verkehrsmanagement.
Als anwendungsbezogene Fachdisziplin hat die Verkehrspädagogik ein theoretisches und ein praktisches Aufgabenfeld: Im Theoriesektor sind die Voraussetzungen und das Bedingungsgefüge des Arbeitsfeldes zu erforschen. Diese betreffen zum einen den Sachbereich Verkehr, zum anderen den Personbereich Mensch und zum dritten deren Implikationen. Im Anwendungssektor kommt der Verkehrspädagogik die Aufgabe zu, geeignete Umsetzungsstrategien für die unterschiedlichen Adressatengruppen zu erarbeiten und diese in konkrete Curricula zu fassen. Der heute bereits weitestgehend in die Lehrpläne eingeflossene Aufgabenkatalog erweiterte sich stetig, z. B. unter dem ökologischen Gesichtspunkt umweltbewussten Verkehrens oder dem Gesundheitsaspekt. Er umfasst inzwischen Themen der Persönlichkeitserziehung, der Sozialerziehung, der Sicherheitserziehung, der Mobilitätserziehung, der Umwelterziehung und der Gesundheitserziehung. Auch die unterschiedlichen Arten der Verkehrsteilnahme als Fußgänger, Radfahrer, Skater, Biker, Motorfahrer, Bahn- oder Busbenutzer rückten zunehmend ins Blickfeld. Ziel war die Hinführung zu einer kritisch hinterfragten, umweltfreundlichen, gesundheitsverträglichen, sicheren und humanen Verkehrsgestaltung des Einzelnen in Partnerschaft mit den anderen.
In Kooperation mit gemeinnützigen Organisationen wie der Deutschen Verkehrswacht, mit der Polizei oder mit den Automobilclubs wurde der Aufklärung der Bevölkerung durch die Herausgabe von Büchern und Broschüren und die Gestaltung von Aktionstagen großes Engagement geschenkt. Mit den Trainingsprogrammen Kind und Verkehr des Deutschen Verkehrssicherheitsrats wurden auch die Eltern verkehrspädagogisch in die Sicherheitskonzepte einbezogen.

## Didaktik und Methodik
Die Verkehrspädagogik ist bemüht, Kindern und Jugendlichen den ebenso wichtigen wie bedrohlichen Lebensbereich Verkehr nach den neuesten Erkenntnissen der Erziehungswissenschaft entwicklungsgerecht zu erschließen. Hierzu lassen sich zwei didaktische Grundrichtungen unterscheiden, die mit der fortschreitenden Pädagogisierung der Verkehrslehre zu einer sinnvollen Arbeitsteilung fanden: Verkehrserziehung vom Bedarf des Verkehrs und vom Unfallgeschehen her und Verkehrserziehung von den Bedürfnissen und Fähigkeiten des Kindes aus.
Orientiert sich der erste Ansatzpunkt vornehmlich am Sicherheitsinteresse und an der Reduzierung der Unfallzahlen, zielt der zweite mehr auf die verkehrsbezogene Persönlichkeitsentwicklung ab. Ist die erste Konzeption entsprechend vorrangig auf schnelle Erfolge bei der Entschärfung der Verkehrsgefahren ausgerichtet, intendiert die zweite mehr eine längerfristige Charakterbeeinflussung im Sinne eines mündigen Verkehrsteilnehmers. Ist die Aufgabenstellung der einen didaktischen Richtung von der Verantwortung für das Leben und die Gesundheit der Kinder und Jugendlichen her unabdingbar, kommt der zweiten zugunsten der Nachhaltigkeit der verkehrspädagogischen Bemühungen und der Persönlichkeitsbildung eine wichtige Funktion zu. Sie werden entsprechend heute nicht mehr als konkurrierende, sondern als einander ergänzende Vorgehensweisen verstanden.
Methodisch bedient sich die Didaktik des vorrangigen Sicherheitsinteresses hauptsächlich deduktiver Lehrweisen der Lernschule. Diese setzen das bestehende Regelwerk des Verkehrs als gegeben voraus und versuchen, die nachwachsende Generation in ihrem Verhalten schnellstmöglich darin einzuführen und zur gewissenhaften Annahme der amtlichen Verkehrsbestimmungen zu bewegen. Dies verlangt vor allem Aufnahme- und Anpassungsfähigkeit. Die Didaktik vom Kinde aus arbeitet dagegen vornehmlich mit induktiven Methoden. Sie beansprucht die Kreativität des Kindes, lässt spielerisch eigene Regeln des Verkehrsumgangs finden und ausprobieren. Der noch geschützte Verkehrsraum wird zu einem Ort des Experimentierens, der Herausforderung des Könnens, der Erfahrung sozialen Miteinanders, der Selbstgestaltung geordneter Bewegungsströme. Für beide Vorgehensweisen entwickelte die Verkehrspädagogik kindgerechte Formen eines zeitgemäßen Verkehrsunterrichts: Zur raschen Erstsicherung auf den wichtigsten Verkehrswegen wurden geeignete Lernprogramme erarbeitet, beispielsweise für den sicheren Schulweg des Schulanfängers. Die Didaktik vom Kinde aus gestaltet darüber hinaus mit den Kindern auch aufwändigere Lernprojekte.

## Tendenzen in der Verkehrssicherung
Im historischen Rückblick, aber auch in der gegebenen Praxis lassen sich nach Warwitz heute drei unterschiedliche Vorstellungen ausmachen, wie die Gesellschaft die Sicherheit von Kindern im Verkehr pädagogisch sicherstellen möchte. Sie müssen einander nicht widersprechen:
- Adaptive Verkehrserziehung – Verkehrserziehung von den Notwendigkeiten des Verkehrs aus. (Lernen von Anpassung an vorgegebene Regeln)
- Kurative Verkehrssicherung – Verkehrssicherung als Schon- und Behüte-Maßnahme. (Räumliche Trennung von Kind und Verkehr)
- Kreative Verkehrserziehung – Verkehrserziehung vom Denk- und Erlebnis-Horizont des Kindes aus. (Selberfinden, Ausprobieren und Reifenlassen von Regelungen)

### Bücher
- Verkehrspädagogik auf allen Stufen des Bildungswesens. Arbeits- und Forschungsgemeinschaft für Straßenverkehr und Verkehrssicherheit Uni Köln (Hrsg.) Bd. 24. Köln 1974.
- Ines M. Breinbauer: Einführung in die Allgemeine Pädagogik. 2. Auflage. Wien 1998.
- Wilhelm J. Brinkmann (Hrsg.): Differenzielle Pädagogik. Eine Einführung. Donauwörth 2001.
- DVR (Hrsg.) (2009): Handbuch der Verkehrssicherheit. Bonn (www.verkehrssicherheitsprogramme.de)
- Bruno Heilig: Perspektiven der Verkehrspädagogik. Kongressbericht 11.–13. Mai 1988. Schwäbisch Gmünd.
- H.G. Hilse, W. Schneider: Verkehrssicherheit. Stuttgart 1995.
- Dieter Hohenadel: Erziehung und Verkehrswirklichkeit. 2. Auflage. Braunschweig 1986.
- H. Holstein: Kleines Lexikon der Verkehrspädagogik. Ratingen 1972.
- Maria Limbourg, A. Flade, J Schönharting: Mobilität im Kindes- und Jugendalter. Opladen 2000.
- Ministerium für Kultus und Sport BaWü (Hrsg.): KMK-Empfehlung zur Verkehrserziehung in der Schule vom 28. Juli 1994. In: Kultus und Unterricht 15. Stuttgart 1994.
- C. Schneider: Das Karlsruher 12-Schritte-Programm. Praktische Überprüfung einer Methode zum sicheren Fußgänger. Wiss. Staatsexamensarbeit GHS. Karlsruhe 2002.
- G. Schreiber: Das Karlsruher 12-Schritte-Programm. Ein Trainingsversuch mit Schulanfängern. Wiss. Staatsexamensarbeit GHS. Karlsruhe 2002.
- Ph. Spitta: Praxisbuch Mobilitätserziehung. Baltmannsweiler 2005.
- Siegbert A. Warwitz: Verkehrserziehung vom Kinde aus. Wahrnehmen–Spielen–Denken–Handeln. 6. Auflage. Schneider, Baltmannsweiler 2009. ISBN 978-3-8340-0563-2.

### Aufsätze
- Gustav Deetjen: Verkehrspädagogik als Motivator für intelligente Mobilität. In: Z. f. VE 47, 1997, S. 27–30.
- Roland Gorges: Zur Bedeutung der Psychomotorik in der Verkehrserziehung oder Irrwege in der Verkehrspädagogik der Primarstufe. In:  Z. f. Verkehrserziehung 1, 1997, S. 4–10.
- J. Raithel: Das Konzept der Verkehrs-/Mobilitätspädagogik. Eine historische und systematische Sicht. In: Zeitschrift für Verkehrserziehung, 56, 2006, S. 30–34.
- J. Raithel: Ansätze zur Prävention von Kinderunfällen. In: Deutsches Polizeiblatt, 20, 2002, S. 13–14.
- Siegbert A. Warwitz: Kinder im Problemfeld Schul-Rushhour. In: Sache-Wort-Zahl 86, 2007, S. 52–60.
- Siegbert A. Warwitz: Sind Verkehrsunfälle ‚tragische’ Zufälle? In: Sache-Wort-Zahl 102, 2009, S. 42–50 und 64.

## Einzelbelege
1. ↑  W. Brinkmann (Hrsg.): Differenzielle Pädagogik. Eine Einführung. Donauwörth 2001.
2. ↑  Arbeits- und Forschungsgemeinschaft für Straßenverkehr und Verkehrssicherheit Uni Köln: Verkehrspädagogik auf allen Stufen des Bildungswesens. Bd. 24, Köln 1974.
3. ↑  http://luzernmobil.ch/verkehrsteilnehmende/schulen/verkehrserziehung
4. ↑  http://www.puppenhausmuseum.de/teddypolizei-1.html
5. 1 2  Ministerium für Kultus und Sport BaWü (Hrsg.): KMK-Empfehlung zur Verkehrserziehung in der Schule vom 28. Juli 1994. In Kultus und Unterricht 15/1994. Stuttgart 1994.
6. ↑  D. Hohenadel: Erziehung und Verkehrswirklichkeit. 2. Auflage, Braunschweig 1986
7. 1 2  S. Warwitz: Verkehrserziehung vom Kinde aus. Wahrnehmen-Spielen-Denken-Handeln. 6. Auflage, Schneider, Baltmannsweiler 2009.
8. ↑  Beschluss der KMK vom 07.07.1972 i. d. F. vom 10.05.2012: Empfehlung zur Mobilitäts- und Verkehrserziehung in der Schule
9. ↑  KMK-Empfehlung S. 4.
10. ↑  C. Schneider: Das Karlsruher 12-Schritte-Programm. Praktische Überprüfung einer Methode zum sicheren Fußgänger. Wiss. Staatsexamensarbeit GHS. Karlsruhe 2002.
11. ↑  G. Schreiber: Das Karlsruher 12-Schritte-Programm. Ein Trainingsversuch mit Schulanfängern. Wiss. Staatsexamensarbeit GHS. Karlsruhe 2002.
12. ↑  S. Warwitz: Verkehrserziehung vom Kinde aus. Wahrnehmen-Spielen-Denken-Handeln. 6. Auflage, Schneider, Baltmannsweiler 2009, S. 190–279.
13. ↑  S. Warwitz: Sind Verkehrsunfälle ‚tragische’ Zufälle? In: Sache-Wort-Zahl 102, 2009, S. 42–50 und 64.
14. ↑  Zukunftsorientierte Verkehrspädagogik -Ringvorlesung Universität Vechta 14. Mai 2012.